# Inyoïte
L'inyoïte est une espèce minérale cristalline, un nésotriborate de calcium hydraté de formule Ca[B3O3(OH)5]·4 H2O ou parfois Ca[H4B3O7](OH). 4 H2O. Ce nésoborate fait partie du groupe de l'inderite.
Ces cristaux prismatiques, le plus souvent en prismes courts ou en tablettes, blancs, rosés, jaunes ou rougeâtres, à l'éclat vitreux, appartiennent au système cristallin monoclinique. Ils dévoilent une luminescence blanc jaunâtre. Il s'agit aussi d'une roche évaporites rare, parfois grenue.

## Inventeur et étymologie, géotype
Le minéralogiste Waldemar Theodore Schaller (de) a décrit des spécimens d'inyoïtes en 1914 extraits des mines boratés du mont Blanco dans le comté d'Inyo. Le nom du géotype simplifié forme la racine de la dénomination choisie.

## Cristallographie
La couleur incolore et transparente des cristaux disparaît à sec ou à l'exposition en milieu aride. Les grandes surfaces cristallines sont plates.
Dans les formes massives, les cristaux ne peuvent être quasiment distingués.
La structure cristallographique consiste en deux tétraèdres BO2(OH)2 et un triangle BO2OH étroitement liés par un ion calcium, ainsi que par liaison hydrogène entre hydroxyle et hydrogène.

## Propriétés physico-chimiques
La composition en pourcentage massique correspond en théorie à 20,20 % de CaO, 37,61 % de B2O3 et de 42,19 % de H20.
Le minéral est soluble dans l'eau chaude. Un nettoyage à l'eau froide des échantillons est parfois préconisé.
D'un point de vue mécanique, les cristaux sont fragiles. L'effet de la sécheresse de l'air explique l'assombrissement des cristaux, qui, de transparents, deviennent opaques et blanchâtres par déshydratation.
Au sein des dômes salins contenant des borates, l'inyoïte peut s'altérer en ulexite ou en meyerhofferite, sa structure incorporant des ions sodium.
L'inyoïte se distingue de l'inderite par ses diverses réactions chimiques, de l'ascharite par sa densité.

## Gîtologie
L'inyoïte est un minéral secondaire rare, plus fréquent dans les dépôts de borates des lacs salés.
En association avec d'autres évaporites comme la colémanite, la pricéite, l'inderite, la kurnakovite, la szaibelyite, l'ulexite, l'hydroboracite..., sans oublier aussi le gypse, la célestine.
Avec les évaporites du comté d'Inyo, il est souvent associé à la colemanite et à la méyerhoffite.

### Gisement

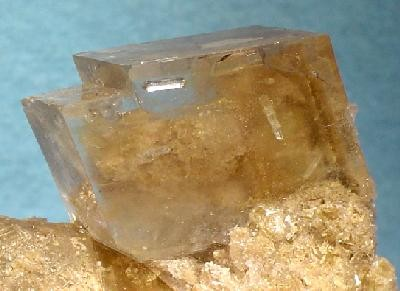
Inyoïte, monocristal de 3 cm, extrait du dépôt du Mont Azul à Sijes, Province de Salta, Argentine.

Une trentaine de localités, où l'inyoïte est assez abondante et surtout accessible, est connue dans le monde.
- Argentine

province de Salta
- Canada

dépôts de gypse de Hillsborough, Nouveau-Brunswick
- Californie

comté d'Inyo, district minier de Furnace Creek, Black mountains
Gisement boraté, près de Boron, comté de Kern
Mine de la montagne de fer, comté de Shasta
- Chine
- Japon
- Kazakhstan

dôme salin du lac Inder, beaux cristaux de Kazakhskaïa
- Pérou

Lagunas Salinas, playa ou salar homonyme
- Russie
- Turquie

Bandirma, Kirka et Emet (grands cristaux long de 10 cm)

## Usage
Industrie chimique, gemmologie